# جيرمان سانو
جيرمان سانو (بالفرنسية: Germain Sanou)‏ (مواليد 26 مايو 1992) هو لاعب كرة قدم بوركيني يلعب حاليًا لصالح نادي سانت إتيان ب الفرنسي كحارس مرمى.

## روابط خارجية
- جيرمان سانو على موقع الاتحاد الدولي (مؤرشف)  (الإنجليزية)
- جيرمان سانو على موقع قاعدة بيانات كرة القدم.إي يو (الإنجليزية)
- جيرمان سانو على موقع ناشيونال فوتبول تيمز (الإنجليزية)
- جيرمان سانو على موقع Soccerway.com (الإنجليزية)
- جيرمان سانو على موقع كووورة